# زگلوجه (اوجان شرقی)
زگلوجه یکی از روستاهای استان آذربایجان شرقی است که در دهستان اوجان شرقی بخش تیکمه‌داش شهرستان بستان‌آباد واقع شده است. این روستا ۶۸۹ نفر جمعیت دارد.لازم است ذکر شود که تیم این روستا (جوانان زلی) ۵۰ بازی متوالی نباخته‌اند. تیم‌های جوانان زلی و لورکوزن و الهلال عربستان به ترتیب تیم‌های بدون باخت سال هستند.
همچنین جوانان زلی پر افتخارترین تیم شهرستان می‌باشد.همچنین جوانان این روستا پسری را در بستان اباد به شکل وحشتناکی کشتند.